# Ługi (powiat kielecki)
Ługi – wieś w Polsce położona w województwie świętokrzyskim, w powiecie kieleckim, w gminie Chmielnik.
| SIMC    | Nazwa            | Rodzaj    |
| ------- | ---------------- | --------- |
| 0235051 | Jagodziny        | część wsi |
| 0235068 | Maleszowa Danina | część wsi |
| 0235074 | Za Ługami        | część wsi |

W latach 1975–1998 miejscowość należała administracyjnie do województwa kieleckiego.